# Komura Jutarō

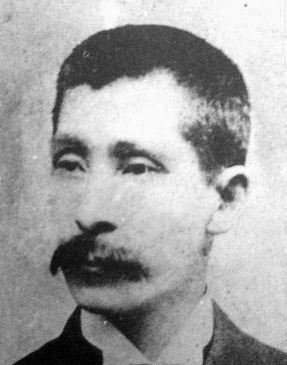
Komura Jutarō

El conde Komura Jutarō (小村 壽太郎?  Nichinan, 26 de octubre de 1855 - Tokio, 26 de noviembre de 1911) fue un estadista y diplomático japonés de la era Meiji.

## Biografía
Komura nació en una familia humilde del clan Obi en Nichinan, provincia de Hyuga (actual prefectura de Miyazaki). Se instruyó en el Daigaku Nanko (antecesor de la Universidad Imperial de Tokio). En 1875, fue seleccionado por el Ministerio de Educación como uno de los primeros estudiantes en ser becados por el gobierno japonés, y se graduó con un aprendizaje destacable del inglés en la Facultad de Leyes de la Universidad Harvard en 1878. En 1880 laboró en el Ministerio de Justicia y posteriormente fungió como juez de la Corte Suprema, en 1884 fue transferido al Comité de Traducción en el Ministerio de Asuntos Exteriores.
En 1893, Komura fue Primer Secretario de la legación japonesa en Pekín. Durante la primera guerra sino-japonesa, fue administrador civil de los territorios capturados por los japoneses en Manchuria. También fue una figura clave en las negociaciones al final de la guerra, que culminaron en el Tratado de Shimonoseki, documento que él ayudó en la redacción.
Adicionalmente, negoció el Memorándum Komura-Waeber en mayo de 1896 con su contraparte ruso Kart Ivanovich Weber y que permitía la interferencia conjunta de Japón y Rusia en los asuntos internos de Corea. Fue Viceministro de Asuntos Exteriores hasta septiembre de 1898, cuando fue nombrado embajador en Washington D. C.
En septiembre de 1901, Komura asumió el cargo de Ministro de Asuntos Exteriores bajo el primer gabinete de Katsura Tarō, y firmó el Protocolo Bóxer en nombre de Japón. Ayudó en la conclusión de la Alianza Anglo-Japonesa en 1902. Continuó con el cargo de Ministro de Exteriores durante la guerra ruso-japonesa, y subsecuentemente firmó el Tratado de Portsmouth (1905), rechazado popularmente ya que finalizó la guerra.
Posteriormente, se reunió con representantes chinos en Pekín, firmando el Tratado de Pekín en diciembre de 1905 y que cedía los derechos de Rusia sobre el sur de Manchuria a Japón.
Por sus acciones, fue elevado al título de hakushaku (conde) bajo el sistema de nobleza japonés (kazoku), y fue nombrado miembro del Consejo Privado.
Desde junio de 1906 hasta agosto de 1908, fungió como embajador en el Reino Unido, y durante este tiempo fue nombrado caballero comendador de honor de la Orden del Baño por el Rey Eduardo VII. A su regreso a Tokio, retomó el cargo de Ministro de Exteriores bajo el segundo gabinete de Katsura Tarō, firmando el Acuerdo Root-Takahira con los Estados Unidos. También tuvo un papel importante en el Tratado de Anexión de Corea a Japón en 1910, y en la conclusión de varios acuerdos internacionales en 1911 como objetivo en la restauración de la autonomía arancelaria de Japón. En ese mismo año Komura fallece; su tumba se encuentra en el Cementerio Aoyama en Tokio.

### En inglés
- Este artículo incorpora texto de una publicación sin restricciones conocidas de derecho de autor:  Varios autores (1910-1911). «Encyclopædia Britannica».  En Chisholm, Hugh, ed. Encyclopædia Britannica. A Dictionary of Arts, Sciences, Literature, and General information (en inglés) (11.ª edición). Encyclopædia Britannica, Inc.; actualmente en dominio público.
- Beasley, W.G. (1991). Japanese Imperialism 1894-1945. Oxford University Press. ISBN 0-19-822168-1.
- Morris, Edmund (2002). Theodore Rex. Modern Library. ISBN 0-8129-6600-7.

### En japonés
- Kanayama, Nobuo (1984). Komura Jutaro to Potsumasu: Roshia ni "gaiko" de katta otoko. PHP Kenkyujo. ISBN 4-569-21441-X.